# Lysionotus cavaleriei
Lysionotus cavaleriei är en tvåhjärtbladig växtart som beskrevs av Augustin Abel Hector Léveillé. Lysionotus cavaleriei ingår i släktet Lysionotus och familjen Gesneriaceae. Inga underarter finns listade i Catalogue of Life.